# قره‌کول (شهرستان تاق‌تاگل)
قره‌کول (به لاتین: Karakol') یک منطقهٔ مسکونی در قرقیزستان است که در استان جلال‌آباد واقع شده‌است. قره‌کول ۱٬۴۳۸ متر بالاتر از سطح دریا واقع شده‌است.